# Caldera La Pacana
La Pacana es una caldera volcánica en la región de Antofagasta, en Chile. Es parte del Cinturón de Fuego del Pacífico y del complejo volcánico Altiplano-Puna, una gran caldera y campo volcánico de ignimbrita silícica. Este campo volcánico se encuentra en regiones remotas en el tramo Zapaleri entre Chile y Bolivia. 

### Geografía
La Pacana se encuentra en la región de Antofagasta de Chile, en los Andes, justo al norte del Trópico de Capricornio. La frontera entre Chile y Bolivia cruza el sector norte de la caldera. El área de La Pacana está en gran parte deshabitada; pequeños asentamientos como Socaire, Talabre y Toconao existen cerca del Salar de Atacama, donde los arroyos descienden por las laderas de las montañas hasta el salar. La caldera fue descubierta durante los esfuerzos topográficos en la región entre 1980-1985. 
La Pacana es parte de la Zona Volcánica Central, una de las cuatro zonas volcánicas que conforman el Cinturón de fuego del Pacífico y que están separadas entre sí por brechas sin actividad volcánica en curso. Varios estratovolcanes y centros de formación de ignimbrita han entrado en erupción en la Zona Volcánica Central desde el Mioceno, de los cuales aproximadamente 50 se consideran activos. Además, la Zona Volcánica Central presenta alrededor de 18 campos volcánicos menores. La mayor erupción histórica de los Andes ocurrió en 1600, en Huaynaputina, en Perú, en la Zona Volcánica Central, y el volcán más activo de la Zona Volcánica Central es el volcán Láscar, en Chile.
La Pacana tiene unas dimensiones de 60 por 35 kilómetros con una elongación norte-sur. Esta es una de las calderas mejor expuestas y más grandes del mundo; la caldera más grande conocida es Lago Toba, en Sumatra, con una longitud máxima de 100 kilómetros. La Pacana podría no ser una sola caldera; algunas reconstrucciones implican que las partes norteñas de la caldera son en realidad una estructura de colapso separada. El piso de la caldera se encuentra a una altitud de 4200-4500 metros; el levantamiento central y el borde de la caldera son más altos y alcanzan los 5200 metros. El borde de la caldera está bien expuesto, excepto en los lados norte y oeste, donde el vulcanismo posterior lo ha enterrado. Después de la formación de la caldera, los sedimentos y tobas dentro de la caldera se elevaron sobre un área angular de 350 kilómetros cuadrados, formando el domo de un kilómetro de alto, resurgimiento conocido como Cordón La Pacana. Esta cúpula resurgente está cortada por numerosas fallas y presenta un grabado poco desarrollado en su cima. Originalmente se creía que el borde de la caldera actual no coincidía con la falla del anillo de la caldera, que en cambio se identificó para coincidir con los márgenes del domo resurgente. Sin embargo, la investigación posterior indica el margen topográfico actual como el borde de la caldera. La cúpula resurgente está separada del borde de la caldera por un foso de dos a diez kilómetros de ancho que compone aproximadamente dos tercios de toda la superficie de la caldera, pero se interrumpe en el lado norte de la caldera por la "bisagra" del colapso de la caldera, que asumió la forma de una trampa. El foso está lleno de sedimentos formados por la erosión y por aluvial, evaporita y sedimentos lacustres dejados por los lagos.
El colapso de la caldera cortó antiguos centros volcánicos, exponiendo los depósitos de pórfidos de Ceja Alta y Quilapana . Otros centros volcánicos más antiguos expuestos en las paredes de la caldera son los volcanes Aguas Calientes en la pared oriental y el volcán Cerro Gigantes en la pared occidental.  La actividad volcánica se reanudó dentro de la caldera y en el borde de la cúpula resurgente, formando cúpulas de lava entre 4.1 y hace al menos 1.6 millones de años. Estos centros volcánicos incluyen el cráter Corral de Coquena y las cúpulas de lava de Morro Negro al este, Cerro Bola y Purifican al oeste y Cerros de Guayaquesal norte de la cúpula resurgente. Las cúpulas de lava de Arenoso, Chamaca y Chivato Muerto en la pared sur de la caldera se consideraron originalmente como precaldera. Más tarde, estas tres cúpulas se identificaron como domos posteriores a la caldera. Estratovolcanes dentro de la caldera incluyen los conos asociados con las cúpulas de lava de Cerros de Guayaques y los volcanes Incahuasi, Cerros de Pili, Cerros Negros y Huailitas.
Algunas aguas termales existentes dentro de la caldera pueden indicar que todavía hay un sistema geotérmico asociado con La Pacana, aunque no es muy importante teniendo en cuenta su baja temperatura (menos de 25 °C (77 °F)). Algunos lagos como la Laguna de Chivato Muerto alimentado por manantiales, Laguna Trinchera y Ojos del Río Salado, así como salinas como Salar de Aguas Calientes Norte, Salar de Aguas Calientes Sur, Salar de Pujsa y Salar de Quisquiro se han desarrollado dentro del foso. Corrientes como Río de Pili y Río Salado completan la hidrología de la caldera.
Las observaciones gravimétricas se han realizado en La Pacana. Una gran anomalía negativa (una anomalía con una masa en masa menor a la esperada) coincide con la superficie de la caldera de La Pacana y se extiende más allá de sus fronteras; puede ser una consecuencia de que la caldera se rellene con material de baja densidad. Las anomalías positivas (anomalías con una masa mayor a la esperada en la corteza) se encuentran en las áreas que rodean la caldera y dotan de zonas discretas dentro de ella; los primeros representan el sótano denso y los últimos pueden ser intrusiones asociadas con respiraderos individuales .

### Geología
En la Fosa de Perú-Chile , la Placa de Nazca se subduce debajo de la Placa Sudamericana a una velocidad de aproximadamente 7-9 centímetros por año,  lo que lleva a la actividad volcánica a distancias de 130-160 kilómetros desde la trinchera.
La investigación indica que la subducción ha estado en curso desde el Jurásico hace 200 millones de años, pero se aceleró hace 26 millones de años. Después de una fase de vulcanismo andesítico que dura desde el Terciario tardío al Mioceno, el vulcanismo ignimbrítico a gran escala comenzó hace unos 23 millones de años y todavía está en curso. Comenzó al norte de los 21 ° de latitud sur con la formación Oxaya, hace 23-18 millones de años y la formación Altos de Pica, hace 15-17 millones de años. Más tarde se generaron los grupos San Bartolo y Silapeti , que terminaron a principios del Pleistoceno. La actividad volcánica en La Pacana es más reciente que en otras partes de la región, con las rocas volcánicas más antiguas que crecen en La Pacana tienen entre 11 y 7,5 millones de años. La actividad ignimbrítica a gran escala continuó hasta hace 2 millones de años. 

### Historia eruptiva
La Pacana ha hecho 2 poderosas erupciones que difieren en la composición de la caldera y fueron emplazadas una después de la otra: la ignimbrita Atana (dacítica) y la ignimbrita Toconao (riolítica) . [14] La ignimbrita Atana alguna vez se consideró parte de la ignimbrita Guaitiquina , que luego se separó, mientras que la ignimbrita Puripicar puede correlacionarse con la Atana en su lugar. [13] Además, algunas de las ignimbritas erupcionadas por La Pacana originalmente se atribuyeron a Cerro Guacha.  Ambas ignimbritas se originaron en diferentes partes de la misma cámara de magma y su origen en la caldera La Pacana se establece por relaciones de isótoposde las rocas y la distribución geográfica de sus afloramientos. [14]
Antes de la erupción de las ignimbritas de Toconao y Atana, la actividad inicial generó la ignimbrita de Pujsa entre 5.8 ± y 5.7 millones de años atrás y algunos estratovolcanes y porfirios que son cortados por las paredes de la caldera. La ignimbrita de Pujsa se parece a la ignimbrita de Atana y, al igual que la ignimbrita de Toconao, está principalmente expuesta en el lado occidental de la caldera.
La primera gran erupción, que tuvo lugar entre 4 ± 0.9 y 5.3 ± 1.1 millones de años atrás, formó la ignimbrita Toconao. La ignimbrita de Toconao se desarrolla principalmente al oeste de la caldera. Solo después se identificaron unidades del Toconao en el lado este de La Pacana. Esta ignimbrita tiene un volumen de aproximadamente 180 kilómetros cúbicos y está formada por una subunidad inferior no endurecida y una subunidad superior indurada. Los pomos de tubo están contenidos en la subunidad inferior y en un depósito de Plinio de menos de 10 centímetros que se emplazó debajo de la ignimbrita de Toconao. [14]
La formación de la caldera coincidió con la erupción de la ignimbrita Atana; la erupción todavía estaba en curso cuando el terreno disminuyó  a una profundidad de 2-3 kilómetros debajo de la superficie anterior en el segmento noroeste de La Pacana. Las fechas obtenidas en la ignimbrita de Atana son de entre 3,8 ± 0,1 y 4,2 ± 0,1 millones de años atrás, lo que no se distingue claramente de las fechas de la ignimbrita de Toconao ya que no hay indicios de que haya una pausa entre la erupción de las dos ignimbritas. Esta ignimbrita es considerablemente más grande que la ignimbrita de Toconao, [14] alcanzando un volumen de 2.451-3.500 kilómetros cúbicos y un IEV 8.  Esto hace que la erupción de Atana sea la quinta erupción explosiva más grande conocida a nivel mundial reconociendo a La Pacana como Supervolcán. La ignimbrita de Atana forma una lámina de Flujo piroclástico que se extiende desde dentro de la caldera hacia el exterior en forma de una estructura de 30-40 metros de espesor. Este flujo originalmente cubría una superficie de aproximadamente 7,700 kilómetros cuadrados , parte de la cual fue posteriormente erosionada. La ignimbrita de Atana está bastante soldada, rica en cristales y pobre en lítica . Está cubierto por depósitos de piedra pómez y ceniza volcánica. La piedra pómez también se encuentra como fragmentos dentro de la ignimbrita, desde la riolita blanca hasta la andesita gris. Después de su erupción, la erosión causada por el viento y el agua se produjo en la ignimbrita de Atana, tallando valles y yardangs en ella.
Existen algunas diferencias entre las facies de la ignimbrita dentro y fuera de la caldera, así como entre los afloramientos occidentales y orientales. Tales diferencias se refieren al grado de soldadura de la ignimbrita, la aparición o ausencia de desvitrificación y los patrones de unión. De hecho, posteriormente se consideró que un segmento de la ignimbrita Atana del norte no era en realidad parte de la ignimbrita de Atana debido a las diferentes facies y petrología. Esta ignimbrita separada fue bautizada como una ignimbrita Tara superior e inferior, posiblemente erupcionada por la caldera de Cerro Guacha. [37] La ignimbrita Tara llena parte de la caldera La Pacana. [38]Se estima que el volumen total de las ignimbritas de La Pacana es aproximadamente de 3,400-3,500 kilómetros cúbicos, sobre la base de información gravimétrica sobre el volumen de la caldera y las ignimbritas de relleno. 
La teoría más probable para el origen tanto de las ignimbritas de Atana como de Toconao es que se formaron por fraccionamiento cristalino dentro de una cámara de magma, donde el magma de Toconao se extrajo del magma dactítico que se encontraba en proceso de cristalización. Este magma extraído rico en volátiles y pobre en cristales erupcionó primero como una erupción pliniana . Luego, un evento tectónico, muy probablemente un movimiento a lo largo de una falla que corta a través de la caldera, provocó el aumento y la erupción de la ignimbrita de Atana. Se han encontrado dos respiraderos potenciales en los márgenes norte y oeste de la caldera, donde se producen depósitos de brechas dentro de la ignimbrita de Atana. Parte del magma que dio lugar a la ignimbrita de Atana entró en erupción después de la ignimbrita; los domos de lava formadas después del colapso de la caldera fueron generadas por este magma. Esta categoría de vulcanismo postcaldera dependiente incluye Corral de Coquena y Morro Negro; otros centros volcánicos poscaldera tienen diferentes composiciones y, por lo tanto, probablemente se formaron a partir de diferentes fuentes que el magma Atana.
Las erupciones de Ignimbrite continuaron después de la formación de la caldera. La ignimbrita Filo Delgado entró en erupción en algún momento durante el Plioceno desde el volcán Huailitas. Su volumen es de aproximadamente 0.1 kilómetros cúbicos. Hace 2,4 ± 0,4 millones de años, la ignimbrita Pampa Chamaca llenó el foso entre el domo resurgente y el borde de la caldera. La ignimbrita Pampa Chamaca o Talabre fue expulsada de un respiradero probablemente enterrado bajo el actual Cordón de Puntas Negras o el Salar de Aguas Calientes y alcanzó un volumen de alrededor de 0.5 kilómetros cúbicos.